# Jaderpark
Koordinaten: 53° 19′ 37″ N, 8° 11′ 18″ O

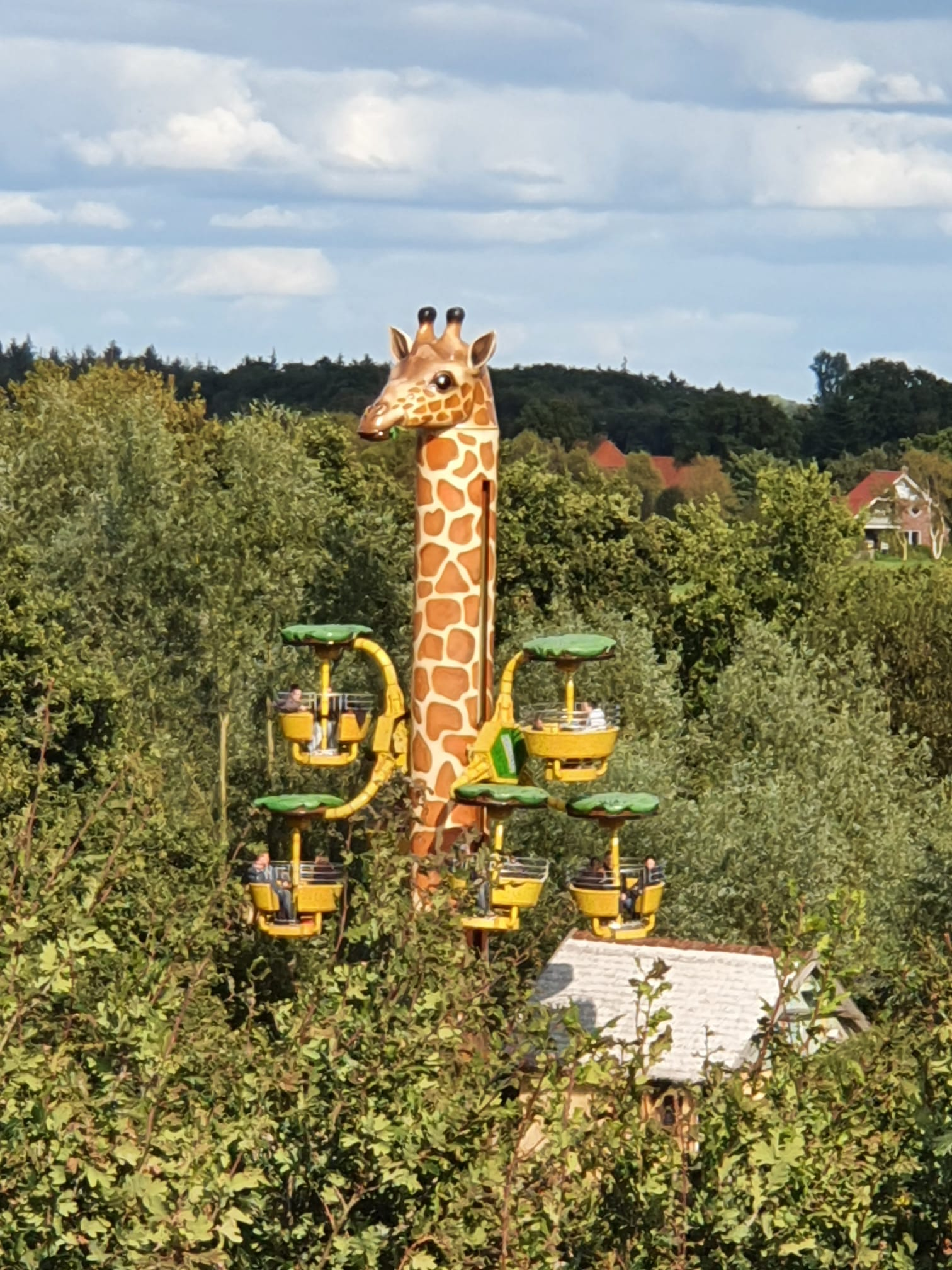
Giraffenturm im Jaderpark, Teil des Freizeitparkbereich, fotografiert von der Schlauchbootrutsche

Der Jaderpark in Jaderberg ist ein Tier- und Freizeitpark in Privatbesitz im Landkreis Wesermarsch in Niedersachsen. Im historischen Teil des Parks befindet sich der Tierpark. Der Freizeitpark-Teil wird zu einem Themenpark mit unterschiedlichen Bereichen wie Bauernhof, Okavango-Delta, Grizzly Adventure und Lütjes Moor entwickelt. Zusätzlich wurde 2005 eine Spielscheune integriert, wofür eine denkmalgeschützte Reithalle ausgebaut wurde.

## Geschichte
Die Geschichte des Parks geht bis in das 17. Jahrhundert zurück. Aus einer Landköterei entwickelte sich durch die Familie Kollmann eine Schankwirtschaft. Im Zweiten Weltkrieg übernahm die Familie Pundt die Gastwirtschaft. 1950 wurde ein Privatzoo eröffnet, der jedoch in den 1980er Jahren den gestiegenen Anforderungen an die Zoohaltung nicht mehr gerecht wurde. Im November 1995 übernahm die Oldenburger Schaustellerfamilie Ludewigt den Zoo, die ihn mit neuem Konzept zu Ostern 1996 neu eröffnete. Im Laufe der Jahre entstanden zusätzliche Attraktionen.
Im Herbst 2007 war der Jaderpark in der ARD-Zoo-Doku-Soap Seehund, Puma & Co., produziert von Radio Bremen, zu sehen. Eine zweite Staffel lief im folgenden Jahr, die dritte ab April 2010.

## Themenbereiche

### Tierpark
Im Tierpark werden mehr als 600 Tiere auf Freianlagen und in Tropenhäusern gehalten. Zu sehen sind 35 Säugetierarten, gut 70 Vogelarten und einige Vertreter der Reptilien und Fische. Aus der Ordnung der Primaten werden u. a. Kattas, Rotstirnmakis, Goldkopflöwenäffchen, Gehaubte Kapuziner und Siamangs gehalten. Löwen vertreten die Katzen und Mähnenwölfe die Hundeartigen. Auf einer großen Afrika-Freianlage leben Giraffen, diverse Antilopenarten, Böhm-Steppenzebras und Afrikanische Strauße. 2022 wurde ein Südamerika-Komplex eröffnet, dessen Warmhaus und Freianlage sich Flachlandtapire, Capybaras und Große Ameisenbären teilen. Die Ameisenbären wohnen seit 2021 im Park, die Tapire und Capybaras schon längere Zeit. Auch ein Zweifingerfaultier hat im Südamerikahaus seinen Platz gefunden. Erdmännchen und Südamerikanische Nasenbären gehören ebenfalls zum Bestand des Parks. Der Baumstachler bewohnt eine Anlage im Zentrum des Tierparks. Unter den Vögeln sind der Humboldtpinguin, der Chileflamingo, Nandus, Rosapelikane und einige Papageienarten zu erwähnen. Der Tierpark verfügt außerdem über einen Streichelzoo, wo man afrikanische Zwergziegen und Alpakas streicheln und füttern kann.

### Freizeitpark

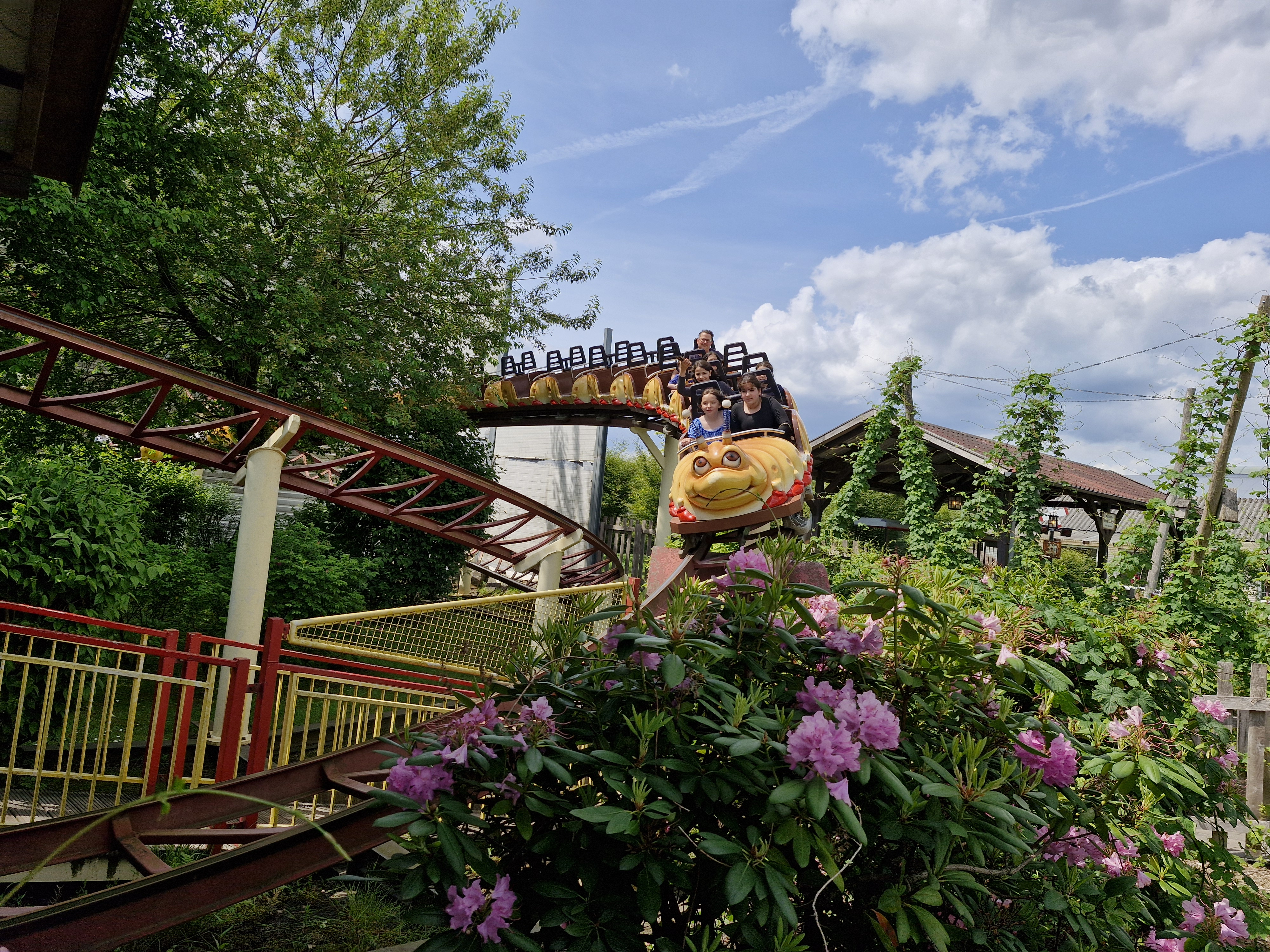
Familienachterbahn im Jaderpark

Der Park bietet Fahrattraktionen wie die Holzwurm-Achterbahn oder die Berg- und Talfahrten „Fly Willy“ und „Dschungeltrip“. Dieser Teil des Parks wird zum Themenpark ausgebaut. So wurde 2020 der Bauernhof mit Familienfreifallturm Maibaum-Drop sowie einem hüpfenden Schweine-Rondell eröffnet. Die vorhandenen Kinderfahrattraktionen Pferdereitbahn, Marienkäferbahn und die Kindereisenbahn wurden thematisch in den Komplex eingebunden. Ein neu angelegter Hopfengarten sowie ein passender Soundtrack von IMAscore ergänzen den Komplex.
Die Grizzly Adventure ist ein kanadisch gestalteter Themenbereich im Jaderpark. Erste Attraktion war 2013 die Schlauchbootrutsche Rocky Rafting. 2015 wurde die Kletterwelt Grizzly Adventure eröffnet. Diese ist laut eigenen Angaben Europas größte Kletteranlage aus Holz unter freiem Himmel. Das Herzstück dieser Anlage ist der 16 Meter hohe Minenturm, welcher auf mehreren Etagen und von unterschiedlichen Wegen zu beklettern ist. 2016 wurde er um den Faktor Wasser erweitert und die Grizzly Bay entstand. Seitdem springen auch zwei Nautic Jets, die Fliegende Boote, in eins der drei Hafenbecken. 2019 wurde der Themenbereich mit der Yellowstone Water Company fertiggestellt. Dort sprudeln künstlich angelegte Geysire und man kann sich vom Hebeturm, einem interaktiven Aussichtsturm, aus 10 Metern Höhe einen Überblick über die Anlage verschaffen. Ein selbstgebauter Geysir spuckt alle 10 Minuten bis zu 9 Meter in die Höhe. Die Yellowstone Water Company ist nach Unternehmensangaben der erste Spray Park Deutschlands in dieser Größenordnung.
Mit dem Okavango-Delta im Jaderpark wird ein Stück Afrika inszeniert. Das Herzstück dieses Themenbereichs ist die Afrika-Freianlage, wo Giraffen, Strauße, Zebras und Antilopen vergesellschaftet zusammenleben. Diese hat in der Saison 2020 eine neue Umzäunung bekommen. Es gibt drei Fahrattraktionen in diesem Themenbereich. Bei der Rundbootsfahrt fährt man mit bis zu 4 Personen in einem Rundboot im Strömungskanal durch eine detailverliebte afrikanische Landschaft, in der man zum Thema passende Musik hört, die von IMAscore produziert wurde. Die zweite Fahrattraktion ist der Giraffenturm, eine Mischung aus Aussichtsfahrt, Riesenrad und Kaffetassenfahrt. Zur Saison 2021 hat dieses Fahrgeschäft ein neues Operator-Haus in afrikanischem Look bekommen. Die dritte Fahrattraktion ist der Jade-Express, der um die Afrikaanlage fährt; hier erhält man Informationen über die Tiere. Die im Westernstil gehaltene Eisenbahn hat zwei Stationen: eine am Giraffenhaus und die zweite gegenüber der Rundbootsfahrt.
Im August 2021 wurde im Themenbereich Okavango-Delta eine neue Wildwasserbahn mit dem Namen Okavango River eröffnet. Sie verfügt über eine Rückwärtsabfahrt aus 7 Metern sowie einer Vorwärtsabfahrt aus 12 Metern Höhe. Erstmals in Deutschland bei einem klassischen Log Flume Ride gibt es einen Vertikallift. Themengerecht wurde die Bahn in die Umgebung eines afrikanischen Dorfes eingebettet. Ein umweltfreundlicher Betrieb wird durch eine Pflanzenkläranlage garantiert. Hier werden die nötigen 500.000 Liter Wasser ohne chemische Zusatzstoffe und Sandfilter aufbereitet. Zusätzlich kann Regenwasser aufgefangen werden. Weiterhin ist eine Photovoltaikanlage in Planung.
2024 wurde die neue Achterbahn Ziegelblitz eröffnet. Dabei handelt es sich um einen Bobsled Coaster der Firma Gerstlauer Amusement Rides GmbH. Die Strecke erstreckt sich über 500 Meter, und die Wagen erreichen Geschwindigkeiten von bis zu 55 km/h. Das besondere an dieser Familienachterbahn ist das thematische Design, das die Besucher in eine historische Ziegelei entführt. Die gesamte Anlage wurde nach Vorgaben des Parks maßgeschneidert und enthält originalgetreue Requisiten. Die Achterbahn ist als familienfreundliche Attraktion konzipiert und bietet Platz für vier Personen pro Wagen. Der Soundtrack der Anlage wurde erneut von IMAscore bereitgestellt.
Sprunghügel, Seilbahn und Selbstfahr-Hochbahn ergänzen den Freizeitbereich.

#### Achterbahnen
| Name                | Höhe  | Länge | max. Geschwindigkeit | max. Kapazität | Typ             | Hersteller                 | Eröffnungsjahr | Themenbereich |
| ------------------- | ----- | ----- | -------------------- | -------------- | --------------- | -------------------------- | -------------- | ------------- |
| Holzwurm-Achterbahn | 7,4 m | 199 m | 33,8 km/h            | 1000 P/h       | Tivoli / Medium | Zierer                     | 1996           | Bauernhof     |
| Ziegelblitz         | 21 m  | 500 m | 55 km/h              | 600 P/h        | Bobsled Coaster | Gerstlauer                 | 2024           | Lütjes Moor   |
| Honigkiste          | 1,8 m | 23 m  |                      |                | Kiddy Racer     | Gerstlauer Amusement Rides | 2014           | Bauernhof     |

Anmerkung: Die Ziegelblitz-Achterbahn hat eine tatsächliche Streckenlänge von 500 Metern. Durch ein "Rolling Launch"-Element, bei dem die Strecke teilweise doppelt befahren wird, verlängert sich die effektive Fahrstrecke auf etwa 550 Meter.

#### Wasserattraktionen
| Name               | Höhe | max. Geschwindigkeit | Länge        | Typ            | Hersteller       | Eröffnungsjahr | Themenbereich     |
| ------------------ | ---- | -------------------- | ------------ | -------------- | ---------------- | -------------- | ----------------- |
| Mowglis Flussfahrt | -    | 5 km/h               | 300 m        | Rundbootsfahrt | MACK Rides       | 2020           | Okavango Delta    |
| Okavango River     | 12 m | 40 km/h              | 450 m        | Wildwasserbahn | Hafema           | 2021           | Okavango Delta    |
| Rocky Rafting      | 12 m | 35 km/h              | 80 m / 100 m | Wasserrutsche  | Metallbau Emmeln | 2013           | Grizzly Adventure |

#### Hoch- und Rundfahrgeschäfte
| Name              | Höhe   | max. Geschwindigkeit | max. Kapazität | Typ                 | Hersteller        | Eröffnungsjahr | Themenbereich     |
| ----------------- | ------ | -------------------- | -------------- | ------------------- | ----------------- | -------------- | ----------------- |
| Fliegende Boote   | 8 m    | 40 km/h              | -              | Nautic Jet          | Sunkid Heege GmbH | -              | Grizzly Adventure |
| Bienenflug        | 5,5 m  | 35 km/h              | 480 P/h        | Fly Willy           | Huss              | 2002           | Bauernhof         |
| Giraffenturm      | 16 m   | -                    | -              | Flying Wheel        | Metallbau Emmeln  | 2010           | Okavango Delta    |
| Maibaum-Drop      | 10,6 m | 12,6 km/h            | 320 P/h        | Family Tower        | Zierer            | 2020           | Bauernhof         |
| Schweine-Rondell  | -      | 5 km/h               | 480 P/h        | Jump Around         | Zamperla          | 2020           | Bauernhof         |
| Yellowstone Tower | 9 m    | -                    | 320 P/h        | Hubseilturm / Tower | Sunkid Heege GmbH | 2019           | Grizzly Adventure |

Ehemalige Attraktionen
| Name          | Höhe | Länge | Typ                         | Hersteller     | Eröffnungsjahr | Schließung |
| ------------- | ---- | ----- | --------------------------- | -------------- | -------------- | ---------- |
| Sky Glider    | 8 m  | -     | Sky Glider                  | SBF Visa Group | 2010           | 2018       |
| Wildwasser    | 11 m | 225 m | Wildwasserbahn              | SDC            | 1996           | 2021       |
| Dschungeltrip | 5 m  | -     | Flying Twist – Happy Jungle | Technical Park | 2005           | 2024       |

### Spielscheune
Eine als Spielscheune umgebaute Reithalle, in der sich für Kinder bis 12 Jahre Kletterlabyrinth, Hüpfburg und Ballspielfeld befinden.

## Verkehrsanbindung
Der Jaderpark ist verkehrsgünstig an der A29, Ausfahrt Jaderberg, gelegen und bietet ausreichend Parkplätze sowohl für PKWs als auch für Reisebusse. Mit öffentlichen Verkehrsmitteln ist der Park ebenfalls erreichbar. Es verkehren Linienbusse, die Besucher direkt zum Jaderpark bringen. Der nächstgelegene Bahnhaltepunkt in Jaderberg, der von der Nordwestbahn bedient wird, ist etwa zwei Kilometer vom Park entfernt.